# Bosweg (Jan Looten)
Bosweg is een schilderij door de Noord-Nederlandse schilders Jan Looten en Johannes Lingelbach in het Rijksmuseum in Amsterdam.

## Voorstelling
Het stelt een zandweg voor in een bos met daarop een man en een vrouw die aan het wandelen zijn met hun hond. Terwijl ze dit doen worden ze aangesproken door een sjofel gekleed jongetje dat schijnt te horen bij een moeder met kind die aan de rand van de zandweg zit. Waarschijnlijk is het jongetje aan het bedelen. De man en vrouw kijken de andere kant op. Op de achtergrond is een man te zien die schijnt te urineren en ook een jager met zijn hond.

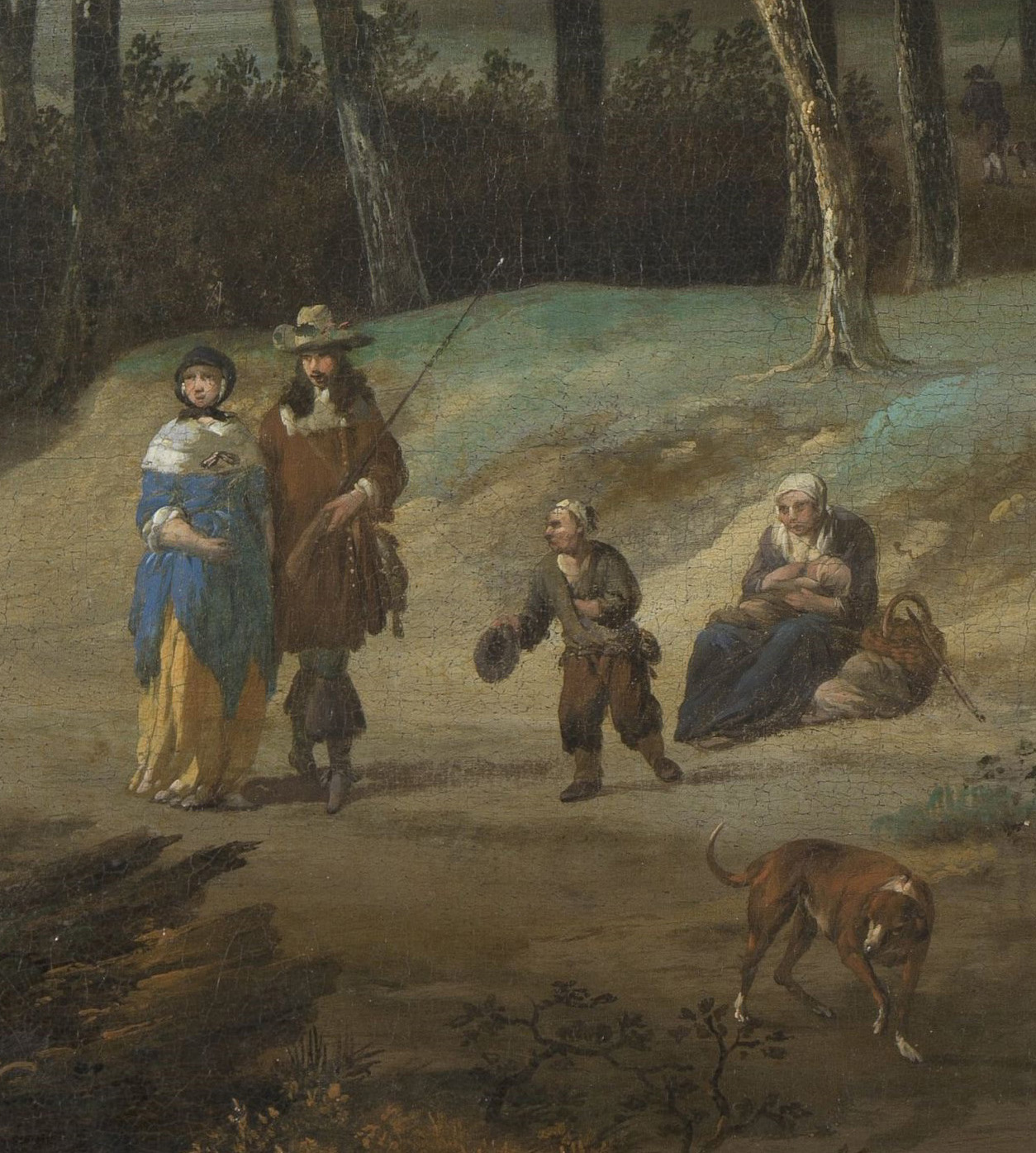
Figuren toegeschreven aan Johannes Lingelbach.

## Toeschrijving
Het schilderij werd vroeger toegeschreven aan Adriaen Hendriksz. Verboom. Het is echter linksonder gesigneerd ‘J. Loote’. De figuren worden toegeschreven aan Johannes Lingelbach.

## Herkomst
Het werk is afkomstig uit de verzameling van Johan Goll van Franckenstein (1756-1821) in Amsterdam. Door het vroegtijdig overlijden van zijn zoon Pieter Hendrik Goll van Franckenstein (1787-1832) werd zijn verzameling op 1 juli 1833 geveild in het Huis met de Hoofden. Koper van het werk was Engelberts. Later maakte het deel uit van de verzameling die Leendert Dupper (1799-1870) na zijn dood naliet aan het Rijksmuseum.